# Scream Aim Fire
Scream Aim Fire („Schreien Zielen Feuern“) ist das zweite Studioalbum der walisischen Metal-Band Bullet for My Valentine. Das Album wurde von Colin Richardson produziert und am 28. Januar 2008 weltweit veröffentlicht; einzige Ausnahme waren die Vereinigten Staaten, in denen das Album einen Tag später erschien.

## Musikstil
Wie das Vorgängeralbum enthält das Musikalbum zum einen ruhigere Melodien, wie zum Beispiel in Hearts Burst into Fire oder Say Goodnight, enthält aber auch deutliche Metal-orientierte Songs. Diverse E-Zines vergleichen den Musikstil der Band auf Scream Aim Fire mit dem von Metallica und Trivium. Die Texte handeln unter anderem von Schul-, Liebes- und anderen jugendtypischen, gesellschaftlichen Problemen.

## Inhalt

### Titelliste
Scream, Aim, Fire
1. Scream Aim Fire – 4:26
2. Eye of the Storm – 4:03
3. Hearts Burst into Fire – 4:58
4. Waking the Demon – 4:08
5. Disappear – 4:05
6. Deliver Us from Evil – 5:58
7. Take It Out on Me – 5:52
8. Say Goodnight – 4:43
9. End of Days – 4:18
10. Last to Know – 3:17
11. Forever and Always – 6:48
12. Say Goodnight (Acoustic Version) – 3:14

Scream Aim Fire (Deluxe Edition)
1. Scream Aim Fire – 4:26
2. Eye of the Storm – 4:03
3. Hearts Burst into Fire – 4:58
4. Waking the Demon – 4:08
5. Disappear – 4:05
6. Deliver Us from Evil – 5:58
7. Take It Out on Me – 5:52
8. Say Goodnight – 4:43
9. End of Days – 4:18
10. Last to Know – 3:17
11. Forever and Always – 6:48
12. Road to Nowhere – 4:19
13. Watching Us Die Tonight – 3:53
14. One Good Reason Why – 4:02
15. Ashes of the Innocent – 4:13

### Singles und Musikvideos
Als erste Single wurde der Titelsong Scream Aim Fire veröffentlicht, welcher unter anderem in die Top 20 der US-amerikanischen Charts einstieg. Zum Song Waking the Demon wurde zwar ein Musikvideo gedreht, der Titel wurde aber nicht als Single veröffentlicht. Die zweite Single war der Song Hearts Burst into Fire, welche während der Bandtour durch Großbritannien publiziert wurde; das Musikvideo zum Song soll laut Frontmann Matthew Tuck bei einem Konzert aufgenommen worden sein.

## Rezeption
Das Album schaffte es unter anderem in Deutschland, Österreich, Großbritannien, den USA, Australien, Finnland und Schweden in die Top 5 der Hitparade.
Die Resonanz der Kritiker war überwiegend positiv. Die deutsche Ausgabe des Metal Hammer kürte Scream Aim Fire zum Album des Monats. In seiner Rezension beschrieb der Rezensent die Musik auf Scream Aim Fire als „zwar modern“, aber auch „klassisch“ und lobte unter anderem auch die weicheren Titel auf der Veröffentlichung. Ähnlicher Meinung war die deutsche Website Metal.de, neben der „Power-Ballade“ Hearts Burst into Fire zeigte sich der Rezensent über die Spieltechniken und Melodien auf Scream Aim Fire erfreut. Von Kritikern mehrmals gelobt wurden die Lieder Waking the Demon und Take It Out on Me. So wurde bei letzterem Gitarrenspiel und Gesangspiel positiv bewertet.